# Solanum asterophorum
Solanum asterophorum es una especie de planta fanerógama perteneciente a la familia Solanaceae. Es originaria de Brasil.

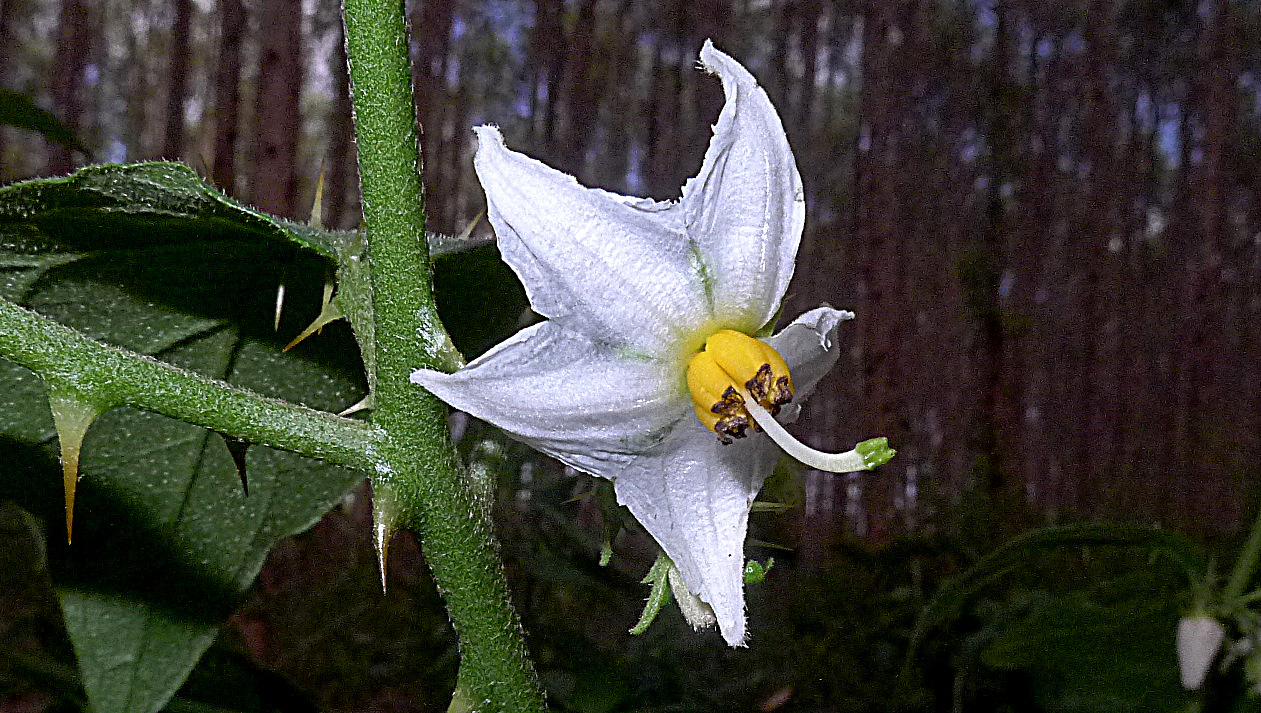
Flor

## Taxonomía
Solanum asterophorum fue descrita por Carl Friedrich Philipp von Martius y publicado en Flora 21(2, Beibl.): 79. 1838.
Etimología
Solanum: nombre genérico que deriva del vocablo Latíno equivalente al Griego στρνχνος (strychnos) para designar el Solanum nigrum (la "Hierba mora") —y probablemente otras especies del género, incluida la berenjena— , ya empleado por Plinio el Viejo en su Historia naturalis (21, 177 y 27, 132) y, antes, por Aulus Cornelius Celsus en De Re Medica (II, 33). Podría ser relacionado con el Latín sol. -is, "el sol", debido a que la planta sería propia de sitios algo soleados.
asterophorum: epíteto griego de aster = "una estrella", y de phora = "movimiento", o phoros, "inciden" A juzgar por otros nombres puede significar algo así como "estrella de soporte o de apoyo a algún tipo de estructura semejante a una estrella"